# A Queen for an Hour
A Queen for an Hour è un cortometraggio muto del 1915 diretto da George D. Baker.

## Produzione
Il film fu prodotto dalla Vitagraph Company of America.

## Distribuzione
Distribuito dalla General Film Company, il film - un cortometraggio in due bobine - uscì nelle sale cinematografiche statunitensi il 2 ottobre 1915.